# Moreno Valley
Moreno Valley ist eine Stadt im Riverside County im US-Bundesstaat Kalifornien, Vereinigte Staaten, mit 208.634 Einwohnern (Stand: 2020). Das Stadtgebiet hat eine Größe von 133,6 km2.
Die relativ junge Stadt wurde durch ihr schnelles Wachstum in den 1980er und 2000er Jahren die zweitgrößte Stadt im Riverside County, gemessen an der Einwohnerzahl.

## Geographie

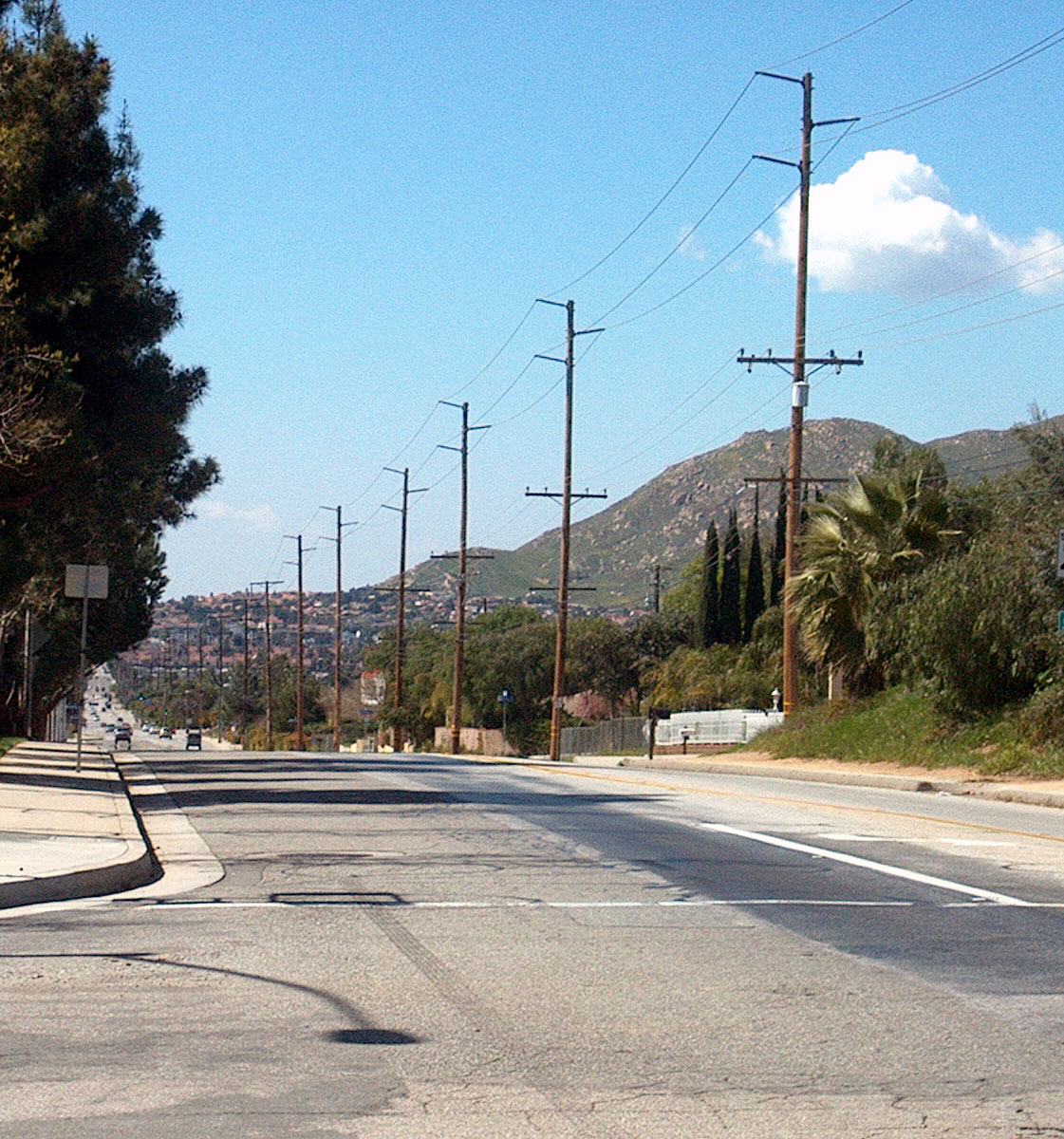
Straße in Moreno Valley; rechts der Box Springs Mountain

Moreno Valley liegt im Nordwesten des Riverside Countys in Kalifornien, USA. Die Stadt befindet sich an einer geographischen Kreuzung: Östlich liegen der San Gorgonio Pass und das Coachella Valley, im Süden der Lake Perris, die Stadt Perris, die San Jacinto Mountains und Verkehrsanbindungen nach San Diego, im Norden das San Bernardino Valley mit den San Bernardino Mountains. Im Westen grenzt Moreno Valley an Riverside, entfernter liegen das Los Angeles County und das Orange County.
An das Fernverkehrsnetz der USA ist die Stadt sowohl über die Interstate 215 als auch die California State Route 60, lokal auch Moreno Valley Freeway genannt, angebunden. Nahe Flughäfen sind der Los Angeles International Airport, der John Wayne Airport, der Flughafen Los Angeles-Ontario und der San Bernardino International Airport.

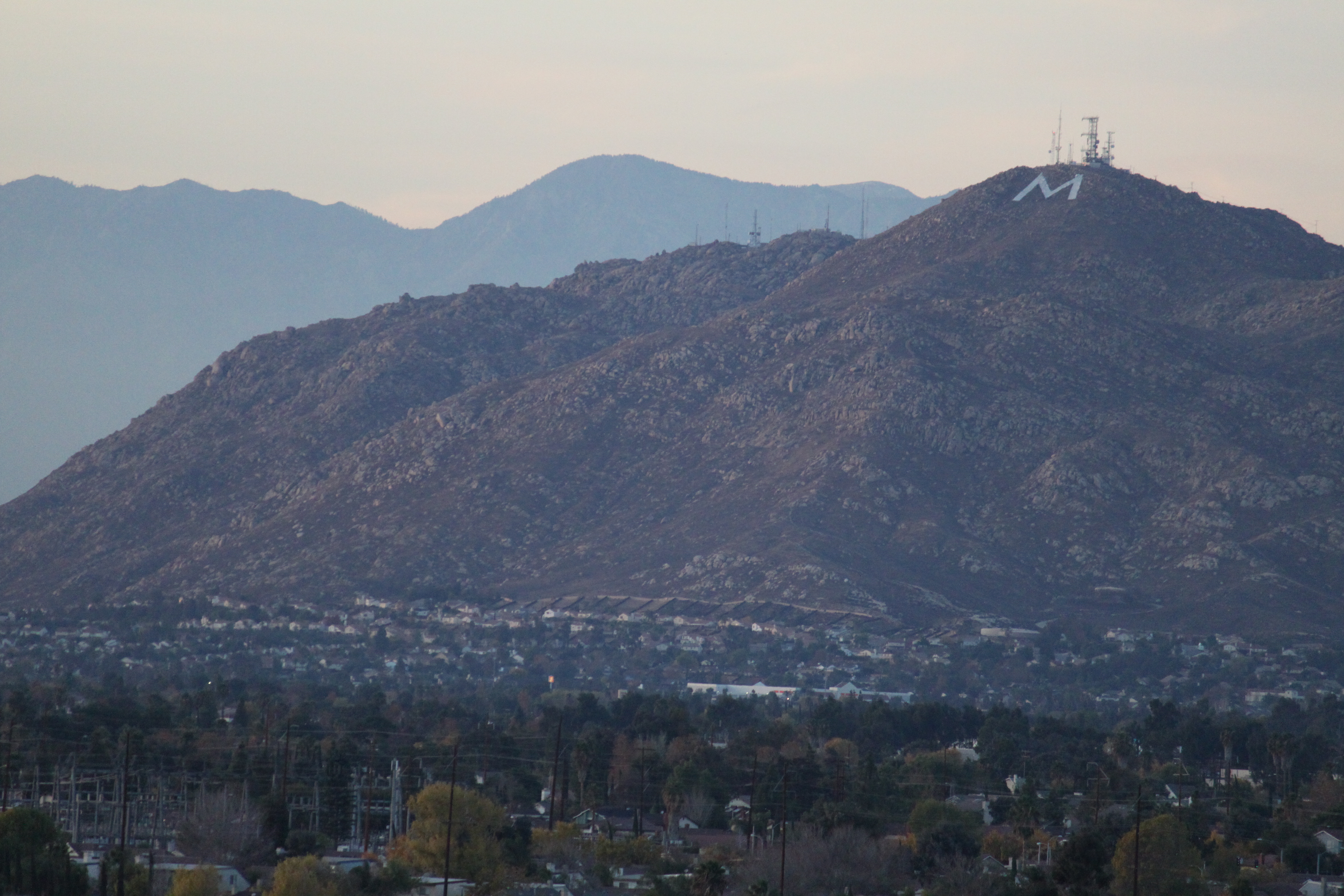
Das „M“ auf dem Box Springs Mountain

Ein von nahezu überall in der Stadt sichtbarer geographischer Ort ist der Box Springs Mountain. Dieser Berg im Nordwesten der Stadt ragt über Moreno Valley und hat sich somit zu einem Wahrzeichen entwickelt. Auf der zur Stadt gerichteten Seite befindet sich ein großes „M“. Es wurde privat auf Anraten der Stadtverwaltung errichtet, um die Einheit zu fördern. Der Buchstabe liegt auf öffentlichem Land und wird ehrenamtlich instand gehalten. Auf ihm sind seit dem 3. Dezember 2005 Lichter angebracht, mit denen der 21. Jahrestag der Stadtgründung und die Beseitigung von schweren Schäden am „M“ durch starke Regenfälle im Jahr zuvor gefeiert wurden. Der damalige Bürgermeister Bonnie Flickinger sagte, die Bewohner würden die Beleuchtung mögen und plante deshalb, den Buchstaben regelmäßig zu erleuchten. Zwischen dem 2. und 6. Dezember 2009 war das „M“ wieder erleuchtet, um diesmal das 25-jährige Gründungsjubiläum zu feiern. Verschiedene Projekte der Eagle Scouts, der höchsten Stufe von Scouting America, wurden ins Leben gerufen, um den Buchstaben zu erhalten.

### Klima
In Moreno Valley herrscht ein mildes, semiarides Klima mit mediterranem Charakter. Die Sommertemperaturen liegen durchschnittlich bei gut 35  °C, können aber auch über 40  °C klettern. Am wärmsten ist der August. Die höchste in Moreno Valley gemessene Temperatur datiert von 1960 und betrug 45  °C. Im Winter können die Temperaturen im Extremfall jedoch unter den Nullpunkt sinken; der Kälterekord von 1974 liegt bei −6  °C. Der kälteste und zugleich feuchteste Monat ist der Dezember.
|                        | Jan  | Feb  | Mär  | Apr  | Mai  | Jun  | Jul  | Aug  | Sep  | Okt  | Nov  | Dez  |   |       |
| Mittl. Temperatur (°C) | 13,1 | 11,5 | 14,0 | 15,8 | 18,1 | 21,1 | 24,9 | 26,0 | 25,1 | 19,9 | 15,7 | 11,5 | ⌀ | 18,1  |
| Mittl. Tagesmax. (°C)  | 19,6 | 17,9 | 21,6 | 23,8 | 26,4 | 30,3 | 34,3 | 35,5 | 33,9 | 27,6 | 22,9 | 17,5 | ⌀ | 26    |
| Mittl. Tagesmin. (°C)  | 7,8  | 6,1  | 7,6  | 9,1  | 11,1 | 13,4 | 17,0 | 18,0 | 17,8 | 13,8 | 9,9  | 6,7  | ⌀ | 11,6  |
|                        |      |      |      |      |      |      |      |      |      |      |      |      |   |       |
| Niederschlag (mm)      | 46,2 | 41,6 | 17,6 | 12,5 | 6,2  | 0,2  | 0,8  | 0,1  | 1,6  | 7,4  | 21,1 | 91,5 | Σ | 246,8 |

| 7,8 |

| 6,1 |

| 7,6 |

| 9,1 |

| 11,1 |

| 13,4 |

| 17,0 |

| 18,0 |

| 17,8 |

| 13,8 |

| 9,9 |

| 6,7 |

| 7,8 |

| 6,1 |

| 7,6 |

| 9,1 |

| 11,1 |

| 13,4 |

| 17,0 |

| 18,0 |

| 17,8 |

| 13,8 |

| 9,9 |

| 6,7 |

## Demografie
Das U.S. Census Bureau hat bei der Volkszählung 2020 eine Einwohnerzahl von 208.634 ermittelt.
Nach der Volkszählung 2010 betrug der Anteil der weißen Bevölkerung 36.546 (18,9 %), es gab 34.889 (18 %) Schwarze, 11.867 (6,1 %) waren Asiaten und 1721 (0,9 %) Indianer. 105.169 (54,4 %) Menschen waren ohne Berücksichtigung ihrer Race hispanisch.
Nach der Volkszählung 2010 lebten 192.811 Menschen (99,7 % der Bevölkerung) in Privathaushalten. Es gab 51.592 Haushalte, in 28.586 (55,4 %) davon lebten Kinder unter 18. 29.000 Haushalte (56,2 %) waren verheiratete Ehepaare, 9990 (19,4 %) hatten ein weibliches Haushaltsmitglied ohne einen Mann, 4191 (8,1 %) hatten ein männliches Haushaltsmitglied ohne eine Frau. Es gab 3627 (7 %) verschiedengeschlechtliche nichteheliche Partnerschaften. 6094 Haushalte (11,8 %) waren Einpersonenhaushalte, 1611 (3,1 %) waren Einpersonenhaushalte mit einer mehr als 65 Jahre alten Person. Die Durchschnittsgröße der Haushalte war 3,74.
62.496 (32,3 %) Menschen waren jünger als 18 Jahre, 23.563 (12,2 %) waren zwischen 18 und 24, 53.726 (27,8 %) waren zwischen 25 und 44, 41.446 (21,4 %) waren zwischen 45 und 64 und 12.134 (6,3 %) waren 65 oder älter.

## Geschichte

### Die ersten Bewohner
Ursprünglich war das heutige Moreno Valley von Indianern bewohnt, einer von den Shoshone abstammenden Gruppe. Diese ersten Siedler markierten das Land überall, wo es Wasser gab, zum Beispiel an Flüssen oder Quellen. Sie entwickelten eine ländliche Kultur, die sich hauptsächlich von einem Brei aus Eicheln ernährte, teilweise aber auch von Wild und essbaren Insekten. Rund um Moreno Valley wurden primitive Felsmalereien und Steinschüsseln gefunden, die zum Mahlen der Eicheln benutzt wurden.

### Besiedelung durch die US-Amerikaner
1846 wurde Kalifornien ein eigener Staat und die US-Amerikaner besiedelten das Land. Die Strecke von John Butterfields Overland Mail Company von Tucson nach San Francisco führte durch das heutige Moreno Valley. Farmer begannen das Land zu bewohnen.
1883 bildete Frank E. Brown die Bear Valley Land and Water Company, die den Bauern Wasser aus dem Bear Valley in den San Bernardino Mountains lieferte. Nach ihm ist die Stadt noch heute benannt, denn moreno ist das spanische Wort für brown beziehungsweise braun. Die Gründung des Perris and Alessandro Irrigation Districts führte dazu, dass die Nachfrage nach Wasser aus dem Bear Valley noch weiter stieg. Deshalb kam es zu einem Prozess mit der Stadt Redlands, die die Vorrechte am Wasser hatte. Redlands gewann die Rechtsstreitigkeiten 1899. Hierauf folgte eine Dürreperiode, die die meisten Einwohner von Moreno Valley dazu zwang, umzuziehen.

### March Air Force Base
Die Wiederbelebung von Moreno Valley begann 1918, als das United States Army Air Service (heute United States Air Force) als Folge der Expansion nach dem Ersten Weltkrieg March Field am Stadtrand von Riverside baute. Ursprünglich wurden hier Kampfpiloten ausgebildet. Schon 1922 wurde die Anlage geschlossen, aber 1927 als eine Air Force Base wieder in Betrieb genommen. Infolgedessen begannen die Orte Sunnymead, Moreno und Edgemont zu wachsen. Im Zweiten Weltkrieg wurde March Field wieder zu einem Trainingsgelände für Kampfpiloten umfunktioniert. In den mehr als 70 Jahren des Bestehens der March Air Force Base beherbergte die Anlage zeitweise 85.000 Soldaten.
Seit dem 1. April 1996 gehört das Gelände dem Air Force Reserve Command, sodass aus March Air Force Base (MAFB) March Joint Air Reserve Base (MJARB) wurde.

### Riverside International Raceway
Von 1957 bis 1989 befand sich auf dem Gelände der heutigen Moreno Valley Mall der Riverside International Raceway. Hier wurde neben anderen Wettbewerben 1960 ein Formel-1-Rennen ausgetragen, das Stirling Moss gewann.

### Erhebung zur Stadt
In den 1980ern erlebte Moreno Valley einen enormen Bevölkerungszuwachs: 1970 betrug die Einwohnerzahl noch 18.871, 1984 lag sie bei 49.702. Die rasante Entwicklung der Wirtschaft in Kalifornien sorgte zusätzlich für den Neubau vieler Wohnhäuser und Geschäfte. Dieses Wachstum führte zu dem Wunsch, Moreno Valley als Stadt unabhängig zu machen. Obwohl Bemühungen 1968 und 1983 nicht erfolgreich gewesen waren, stimmten die Wähler 1984 doch zu. Die Gemeinden Edgemont, Sunnymead und Moreno wurden am 3. Dezember 1984 als Moreno Valley zu einer gemeinsamen Stadt zusammengelegt. Im gleichen Jahr wurde der erste Stadtrat gewählt. Das Siegel und das Stadtmotto People, Pride, Progress wurden im darauffolgenden Jahr angenommen.

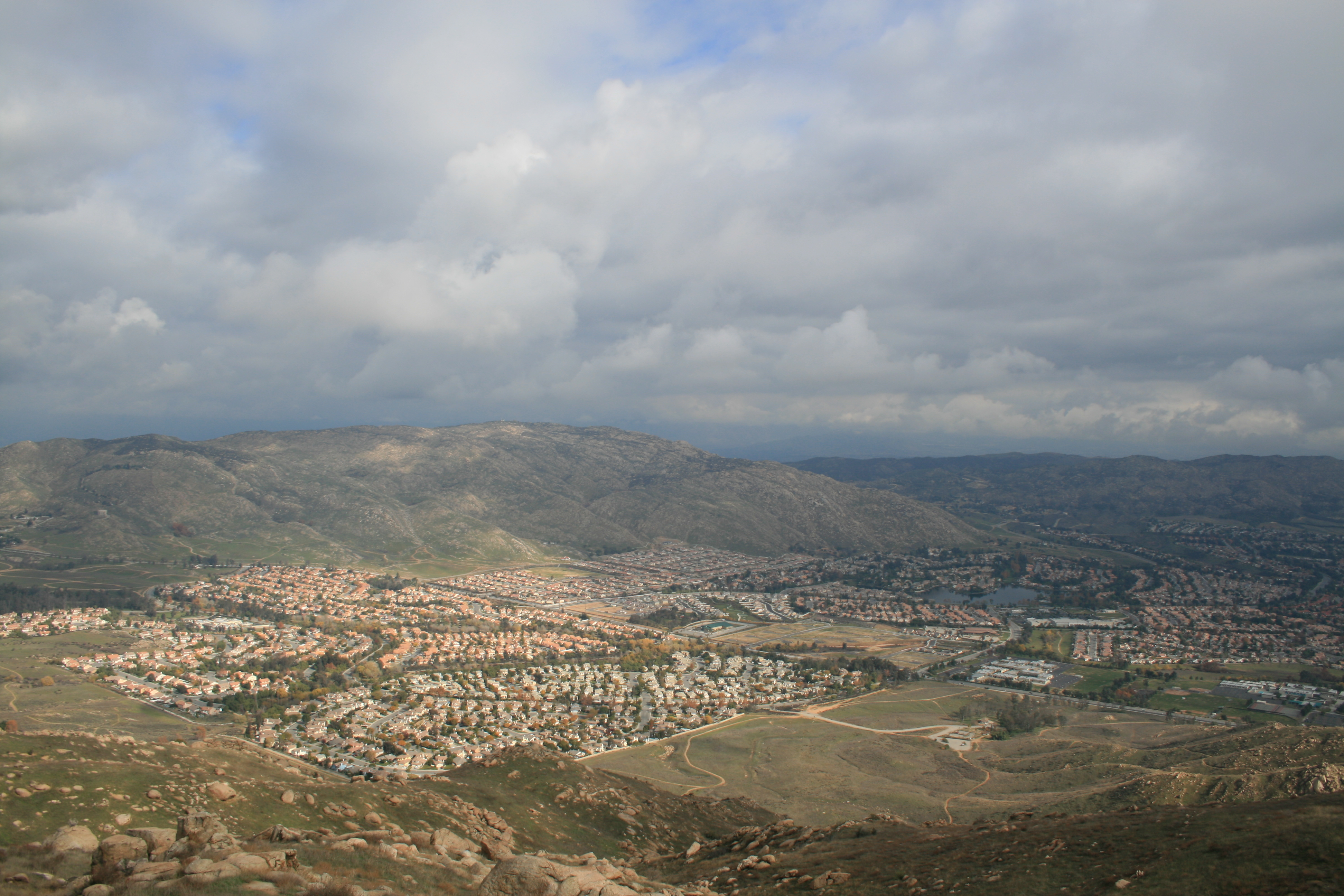
Hidden Springs, Stadtteil von Moreno Valley

### Weitere Entwicklung
Von 1990 bis 1992 explodierte Moreno Valleys Bevölkerungszahl erneut und machte die Stadt mit damals 118.000 Einwohnern zur zweitgrößten Stadt im Riverside County. Im weiteren Verlauf des Jahrzehnts verschlechterte sich die bisher robuste Wirtschaft in Moreno Valley wie auch in ganz Kalifornien. Viele Menschen verließen die Stadt. Hinzu kam, dass die March Air Force Base 1996 heruntergestuft wurde und seitdem als March Joint Air Reserve Base vom Air Force Reserve Command betrieben wird. Zum Ende des Jahrzehnts hin begann sich die Wirtschaft aber wieder zu erholen, und viele Unternehmen wie Lowe’s errichteten Betriebe in Moreno Valley oder nahen Orten. Ab dem frühen 21. Jahrhundert kamen viele neue Firmen ins Riverside County. Zudem stiegen die Lebenskosten im Los Angeles County und Orange County, sodass die niedriger entwickelte, südliche Hälfte des Inland Empires zu einem attraktiven Standort für die Industrie wurde. Insbesondere am Einkaufszentrum Moreno Valley Mall kann die positive wirtschaftliche Entwicklung abgelesen werden.
Am Ostende der Stadt hat 2006 ein 21.600 m² großes Geschäft der Kette Walmart eröffnet, in der Nähe der Moreno Valley Auto Mall. Dies ist seit Juli 2007 außerdem der erste Standort eines SuperTargets in Kalifornien. Zudem befand sich hier seit Oktober 2007 eine Filiale der Kette Best Buy, die jedoch wenige Monate später wieder geschlossen wurde. Daneben zeugt auch der Moreno Valley Ranch Golf Course, einst unter den laut Golf Magazine besten 75 Golfplätzen in den USA, vom Boom der Stadt.

### Kontroverse um DHL
Im Oktober 2005 begann das deutsche Unternehmen DHL damit, die March Air Reserve Base als Zentrum für die Arbeit in Südkalifornien zu nutzen. Obwohl Verträge vorsahen, dass anfangs nur 250 Arbeiter beschäftigt werden durften, waren es an durchschnittlichen Arbeitstagen über 300. Anwohner zogen daraufhin ohne Erfolg vor Gericht.
Im November 2008 gab DHL aufgrund schwerer finanzieller Verluste den Rückzug aus den USA bekannt. Im Januar 2009 gab DHL auch seinen Standort bei der March Air Reserve Base auf.

### Aktuelle Entwicklung
Heute wird Moreno Valley von über 200.000 Menschen bewohnt und erlebte nach der Rezession Ende des letzten Jahrzehnts erneut einen Entwicklungsboom. Metrolink fährt mittlerweile Moreno Valley an, und der Bau einer vierspurigen Autobahn vom Interstate 215 zum Interstate 15 in Corona wird diskutiert. Im Osten der Stadt sind neue Häuser für die obere Mittelschicht gebaut worden, außerdem entstehen Bürogebäude und Gewerbegebiete. Der Anteil von Latinos an der Gesamtbevölkerung ist rasch auf über 50 % gestiegen; Afroamerikaner machen 18 % aus.

## Verwaltung
Moreno Valley wird von einem Council Manager Government verwaltet. Die Stadt ist ursprünglich in fünf Bezirke aufgeteilt, seit 2014 in vier, die alle ihren eigenen Abgeordneten wählen.
- Bezirk 1: Elena Baca-Santa Cruz
- Bezirk 2: Ed Delgado
- Bezirk 3: Erlan Gonzalez
- Bezirk 4: Cheylynda Barnard

Aktueller Bürgermeister (2024) ist Ulises Cabrera.
Moreno Valley ist Teil des 37. Distrikts im Senat von Kalifornien und dem 63., 64. und 65. Distrikt der California State Assembly. Des Weiteren gehört Moreno Valley Kaliforniens 45. Kongresswahlbezirk an, der einen Cook Partisan Voting Index von R+7 hat.